# غيليس ديفيلي
غيليس ديفيلي هو لاعب كرة قدم بلجيكي في مركز الوسط، ولد في 13 فبراير 1996 في بلجيكا. شارك مع منتخب بلجيكا تحت 17 سنة لكرة القدم ومنتخب بلجيكا تحت 18 سنة لكرة القدم ومنتخب بلجيكا تحت 19 سنة لكرة القدم. أما مع النوادي، فقد لعب مع سيركل بروج.

## وصلات خارجية
- غيليس ديفيلي على موقع الاتحاد البلجيكي (الإنجليزية)
- غيليس ديفيلي على موقع قاعدة بيانات كرة القدم.إي يو (الإنجليزية)
- غيليس ديفيلي على موقع Soccerway.com (الإنجليزية)
- غيليس ديفيلي على موقع عالم كرة القدم.نت (الإنجليزية)